# Bunästjärnet
Bunästjärnet är en sjö i Eda kommun i Värmland och ingår i Göta älvs huvudavrinningsområde. Sjön har en area på 0,0673 kvadratkilometer och ligger 236,6 meter över havet.

## Delavrinningsområde
Bunästjärnet ingår i det delavrinningsområde (664012-128589) som SMHI kallar för Utloppet av Askesjön. Medelhöjden är 212 meter över havet och ytan är 29,09 kvadratkilometer. Räknas de 8 avrinningsområdena uppströms in blir den ackumulerade arean 512,61 kvadratkilometer. Byälven (Kölaälven) som avvattnar avrinningsområdet har biflödesordning 2, vilket innebär att vattnet flödar genom totalt 2 vattendrag innan det når havet efter 340 kilometer. Avrinningsområdet består mestadels av skog (69 procent). Avrinningsområdet har 3,98 kvadratkilometer vattenytor vilket ger det en sjöprocent på 13,7 procent.